# 塔拉多
塔拉多（法語：Taradeau，法語發音：[taʁado]）是法国普罗旺斯-阿尔卑斯-蓝色海岸大区瓦尔省的一个市镇，属于德拉吉尼昂区。

## 地理
塔拉多（43°27'15"N, 6°25'38"E）面积17.31 平方千米，位于法国普罗旺斯-阿尔卑斯-蓝色海岸大区瓦尔省，该省份为法国东南部沿海省份，北起上普罗旺斯阿尔卑斯省，西北角与沃克吕兹省接壤，西接罗讷河口省，南濒地中海，东临滨海阿尔卑斯省。
与塔拉多接壤的市镇（或旧市镇、城区）包括：莱萨尔克、德拉吉尼昂、洛尔格、维多邦。

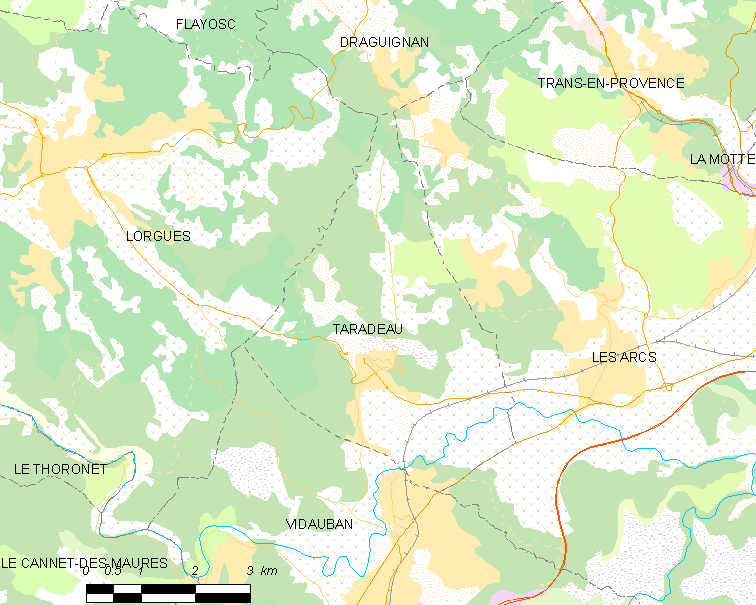
塔拉多的OSM定位图

塔拉多的时区为UTC+01:00、UTC+02:00（夏令时）。

## 行政
塔拉多的邮政编码为83460，INSEE市镇编码为83134。

## 政治
塔拉多所属的省级选区为维多邦县。

## 人口

1962-2008年间塔拉多人口变化图示

塔拉多于2022年1月1日时的人口数量为1899人。